# Centro Olímpico
O Centro de Treinamento de Ginástica, popularmente conhecido como Centro Olímpico, faz parte do complexo esportivo da Universidade do Esporte no estado brasileiro do Paraná. Em funcionamento desde 2001, tem como função formar ginastas para competições internacionais. Nele treinam as seleções permanentes do país. Ainda chamado de Centro de Excelência de Ginástica Olímpica, formou a campeã mundial Daiane dos Santos e as medalhistas internacionais Daniele Hypólito e Jade Barbosa.